# Којатице (Прешов)
Којатице (слч. Kojatice) насељено је мјесто са административним статусом сеоске општине (слч. obec) у округу Прешов, у Прешовском крају, Словачка Република.

## Становништво
| Година:    | 1994. | 2004.    | 2014.   | 2024.   |
| ---------- | ----- | -------- | ------- | ------- |
| Број људи: | 926   | 1021     | 1078    | 1158    |
| Разлика:   |       | +10,25 % | +5,58 % | +7,42 % |

| Година:    | 2023. | 2024.   |
| ---------- | ----- | ------- |
| Број људи: | 1177  | 1158    |
| Разлика:   |       | -1,61 % |

Према подацима о броју становника из 2024. године насеље је имало 1158 становника.